# Andoryżak
Andoryżak (Transandinomys) – rodzaj ssaków z podrodziny  bawełniaków (Sigmodontinae) w obrębie rodziny  chomikowatych (Cricetidae).

## Rozmieszczenie geograficzne
Rodzaj obejmuje gatunki występujące w Ameryce Środkowej i Południowej.

## Morfologia
Długość ciała (bez ogona) 100–151 mm, długość ogona 90–152 mm, długość ucha 18–24 mm, długość tylnej stopy 27–35 mm; masa ciała 39–75 g.

## Systematyka
Rodzaj zdefiniował w 2006 roku brazylijsko-amerykański zespół teriologów (Brazylijczycy Marcelo Weksler, Alexandre Reis Percequillo oraz Amerykanin Robert S. Voss) w artykule poświęconym opisowi dziesięciu nowych rodzajów ryżniakopodobnych gryzoni opublikowanym w czasopiśmie American Museum novitates. Gatunkiem typowym jest (oryginalne oznaczenie) andoryżak środkowoamerykański (T. talamancae). 

### Etymologia
Transandinomys: ang. trans-Andean ‘transandyjski’; gr. μυς mus, μυός muos ‘mysz’.

### Podział systematyczny
Takson wyodrębniony z Oryzomys. Do rodzaju należą następujące gatunki:
| Grafika | Gatunek                   | Autor i rok opisu  | Nazwa zwyczajowa              | Podgatunki         | Rozmieszczenie geograficzne | Podstawowe wymiary                          | Status IUCN |
| ------- | ------------------------- | ------------------ | ----------------------------- | ------------------ | --- | ------------------------------------------- | ----------- |
|         | Transandinomys bolivaris  | (J.A. Allen, 1901) | andoryżak długowąsy           | gatunek monotypowy | lasy we wschodnim Hondurasie, wschodniej Nikaragui, Kostaryce, Panamie, zachodniej Kolumbii i zachodnim Ekwadorze; zakres wysokości: 0–1800 m n.p.m.                                                        | DC: 10–14 cm DO: 9–13 cm MC: 39–75 g        | LC          |
|         | Transandinomys talamancae | (J.A. Allen, 1891) | andoryżak środkowoamerykański | gatunek monotypowy | południowa Kostaryka, Panama i północna i zachodnia Kolumbia, na wschód do północnej Wenezueli, na południe do zachodniego Ekwadoru i skrajnie północno-zachodniego Peru; zakres wysokości: 0–1385 m n.p.m. | DC: 12–15,1 cm DO: 10,5–15,2 cm MC: 47–74 g | LC          |

Kategorie IUCN:  LC  – gatunek najmniejszej troski.